# Miss Universo China
Miss Universo China (en chino: 环球小姐中国, romanizado: Huánqiú xiǎojiě zhōngguó) es un concurso de belleza nacional en China. Se encarga de seleccionar a la representante del país para el concurso Miss Universo.

## Historia
En septiembre de 2001, se anunció que Beijing Groden Consulting Investment Company (的北京葛罗登咨询投资公司) adquirió la licencia de Miss Universo y que seleccionaría a la representante de China en Miss Universo 2002.
La final de Miss Universo China el 31 de marzo de 2002 en el Imperial Hot Spring en la ciudad de Enping (Provincia de Cantón) fue interrumpida después de que funcionarios de la ciudad allanaron el auditorio e informaron a los organizadores que habían violado la ley porque los eventos culturales requieren permisos.

## Representación internacional
: Declarada como ganadora
     : Terminó como finalista
     : Terminó como una de las semifinalistas o cuartofinalistas
     : Terminó como ganadora de premios especiales
| Año  | Provincia    | Miss Universo China | Chino simplificado | Chino tradicional | Posición en Miss Universo | Premios especiales                     | Notas |
| ---- | ------------ | ------------------- | ------------------ | ----------------- | ------------------------- | -------------------------------------- | --- |
| 2025 | Jilin        | Xuhe Hou            | 侯旭合             | 侯旭合            | Por competir              | Por competir                           | |
| 2024 | Sichuan      | Jia Qi              | 贾琪               | 賈琪              | Top 30                    |                                        | |
| 2023 | No compitió  | No compitió         | No compitió        | No compitió       | No compitió               | No compitió                            | No compitió |
| 2022 | Shanghái     | Sichen Jiang        | 姜思晨             | 姜思晨            | No clasificó              |                                        | Franquicia bajo la dirección de Li Xiaoning.                                                                                 |
| 2021 | Zhejiang     | Shiyin Yang         | 楊诗尹             | 楊詩尹            | No clasificó              |                                        | |
| 2020 | Pekín        | Jiaxin Sun          | 孫嘉欣             | 孫嘉欣            | No clasificó              |                                        | |
| 2019 | Hebei        | Rosie Zhu Xin       | 朱鑫               | 朱鑫              | No clasificó              |                                        | |
| 2018 | Liaoning     | Meisu Qin           | 秦美苏             | 秦美蘇            | No clasificó              |                                        | La segunda finalista asumió como Miss Universo China 2017 luego de que la ganadora original fuera destronada.                |
| 2017 | Sichuan      | Roxette Qiu Qiang   | 邱蔷               | 邱薔              | Top 16                    |                                        | Destronada - En 2017, Miss Universo China estuvo bajo la dirección de Jacky Fan (Xin Fu Lai Enterprise Management Co., LTD.) |
| 2016 | Zhejiang     | Li Zhenying         | 李珍颖             | 李珍穎            | No clasificó              |                                        | |
| 2015 | Guangdong    | Jessica Yunfang Xue | 薛韵芳             | 薛韻芳            | No clasificó              | - Mejor Traje Nacional (4.ª finalista) | |
| 2014 | Pekín        | Karen Yanliang Hu   | 胡彦良             | 胡彦良            | No clasificó              |                                        | Nora Xu renunció a su título para completar su educación universitaria y fue reemplazada por Karen Hu.                       |
| 2014 | Henan        | Nora Xu             | 许乃蜻             | 許乃蜻            | No compitió               | No compitió                            | Renunció |
| 2013 | Pekín        | Jin Ye              | 靳烨               | 靳燁              | Top 16                    | - Miss Simpatía                        | |
| 2012 | Jilin        | Xu Jidan            | 许继丹             | 許繼丹            | No clasificó              | - Mejor Traje Nacional                 | |
| 2011 | Shanghai     | Luo Zilin           | 罗紫琳             | 羅紫琳            | Cuarta finalista          |                                        | Miss Universo China bajo la dirección de Yue-Sai Kan.                                                                        |
| 2010 | Heilongjiang | Tang Wen            | 唐雯               | 唐雯              | No clasificó              |                                        | |
| 2009 | Shandong     | Wang Jingyao        | 王静瑶             | 王靜瑤            | No clasificó              | - Miss Simpatía                        | |
| 2008 | Guizhou      | Ziya Wei            | 魏子雅             | 魏子雅            | No clasificó              |                                        | Miss Universo China 2007: reprogramada para participar en 2008.                                                              |
| 2007 | Liaoning     | Zhang Ningning      | 张宁宁             | 張寧寧            | No clasificó              | - Miss Simpatía                        | Designada |
| 2006 | Heilongjiang | Gao Yinghui         | 高英慧             | 高英慧            | No clasificó              |                                        | Qi Fang fue reemplazada por Gao Yinghui como representante oficial de Miss Universo 2006.                                    |
| 2006 | Shanxi       | Qi Fang             | 齐芳               | 齊芳              | No compitió               | No compitió                            | No compitió |
| 2005 | Sichuan      | Tao Siyuan          | 陶思媛             | 陶思媛            | No clasificó              |                                        | |
| 2004 | Tianjin      | Zhang Meng          | 张萌               | 張萌              | No clasificó              |                                        | |
| 2003 | Fujian       | Wu Wei              | 吴薇               | 吳薇              | No clasificó              |                                        | |
| 2002 | Shanghái     | Zhuo Ling           | 卓灵               | 卓靈              | Segunda finalista         |                                        | |